# Dinah Manoff
Dinah Beth Manoff, dite Dinah Manoff, née le 25 janvier 1956 à New York, dans l'État de New York, aux (États-Unis), est une actrice américaine.
Elle est la fille du dramaturge Arnold Manoff (en) et de l'actrice Lee Grant, elle a notamment joué dans le film musical Grease où elle tenait le rôle de Marty.

## Filmographie

### Cinéma
- 1975 : Everybody Rides the Carousel de John Hubley : voix
- 1978 : Grease de Randal Kleiser : Marty
- 1980 : Des gens comme les autres (Ordinary People) de Robert Redford : Karen
- 1988 : Jeu d'enfant (Child's Play) de Tom Holland : Maggie Peterson
- 1989 : Staying Together de Lee Grant
- 1990 : Roxy est de retour (Welcome Home, Roxy Carmichael) de Jim Abrahams : Evelyn Whittacher
- 2001 : Zigs de Mars Callahan : Marge
- 2003 : Le Cadeau de Carole (A Carol Christmas) de Matthew Irmas : Marla

### Télévision
- 1977-1981 : Soap (série télévisée) : Elaine Lefkowitz-Dallas